# Cannery Row

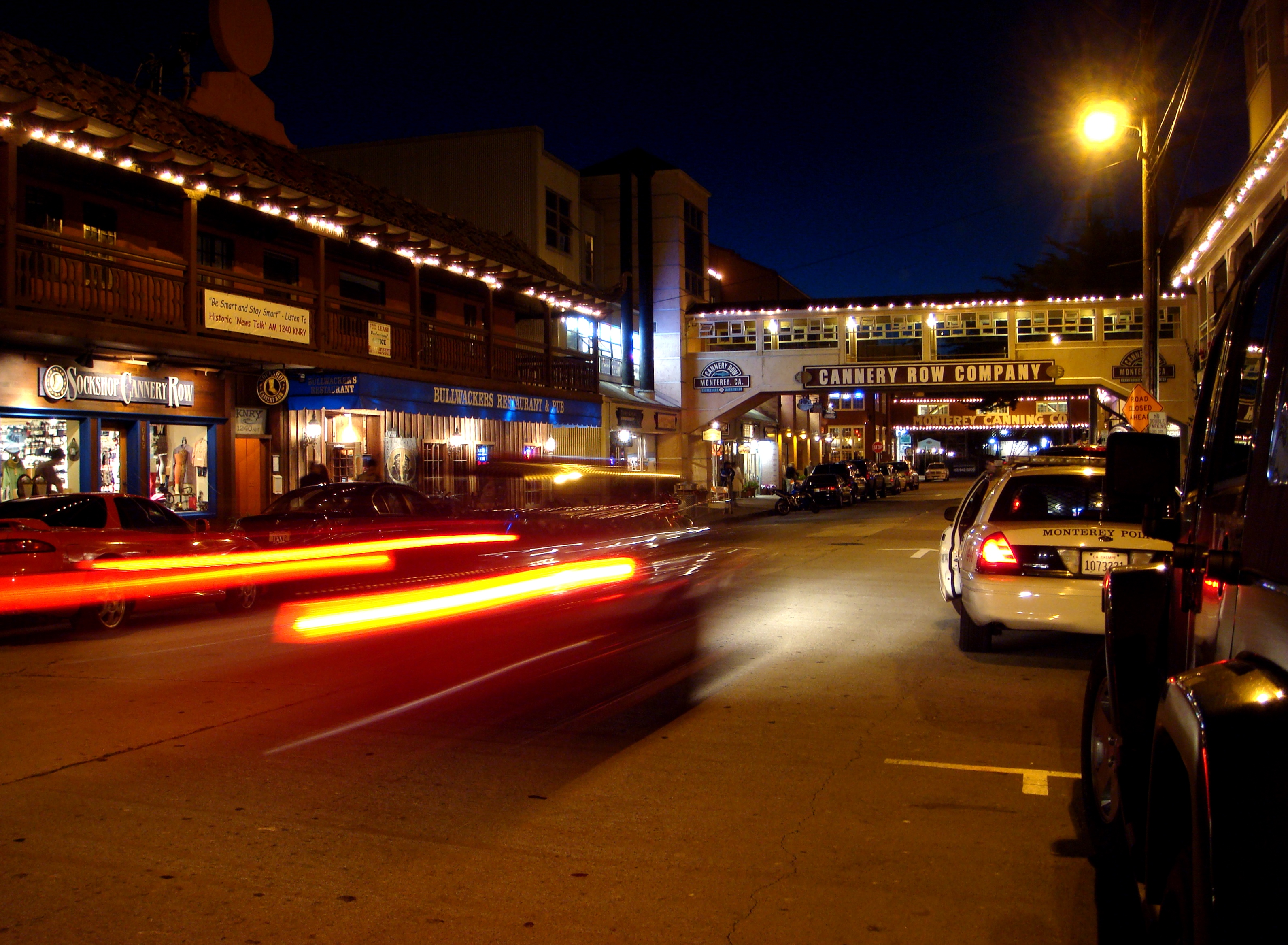
Die Cannery Row bei Nacht

Die Cannery Row (wörtlich etwa: Konservenfabrikreihe) ist die Küstenstraße und das Tourismusviertel von Monterey, Kalifornien. Den Namen hat sie von den vielen Ölsardinenfabriken, die hier zwischen 1895 und etwa 1950 entstanden und betrieben wurden. Die Straße hieß früher Ocean View Avenue, heute ist der Spitzname offiziell. Nach dem Zusammenbruch der Sardinenfischerei wurde die Straße zum touristischen Zentrum von Monterey.

## Geschichte

### Anfänge
Monterey ist eines der ältesten Siedlungsgebiete von Einwanderern in Kalifornien. Seit etwa 1850 hatten sich zunächst vor allem chinesische Fischer, später auch portugiesische Walfänger hier niedergelassen. Der Blubber war ein gefragtes Material, das unter anderem auch zur Beleuchtung der Straßen von Monterey verwendet wurde. Als es später durch Öl ersetzt wurde, verlor der Walfang an Bedeutung und die Portugiesen wurden Bauern oder Fischer.
Japanische Einwanderer spezialisierten sich nach 1890 auf den Fang von Seeohren. Sie brachten die notwendige Tauchtechnik mit, die die Sammlung der Muscheln wesentlich vereinfachte. Das bisher übliche sehr gefährliche Freitauchen wurde damit verdrängt. Später wurden die Japaner auch zu wichtigen Arbeitskräften an den Fließbändern der Konservenfabriken.
Die größte Gruppe der Einwanderer in Monterey waren die Italiener. Sie spezialisierten sich auf den traditionellen Fischfang. Mit ihren neuartigen Netzen, die sie aus Sizilien mitbrachten, legten sie die Grundlage für die Sardinenindustrie. Monterey bekam daraufhin den Spitznamen „Sardine Capital of the World“.

### Fischfabriken

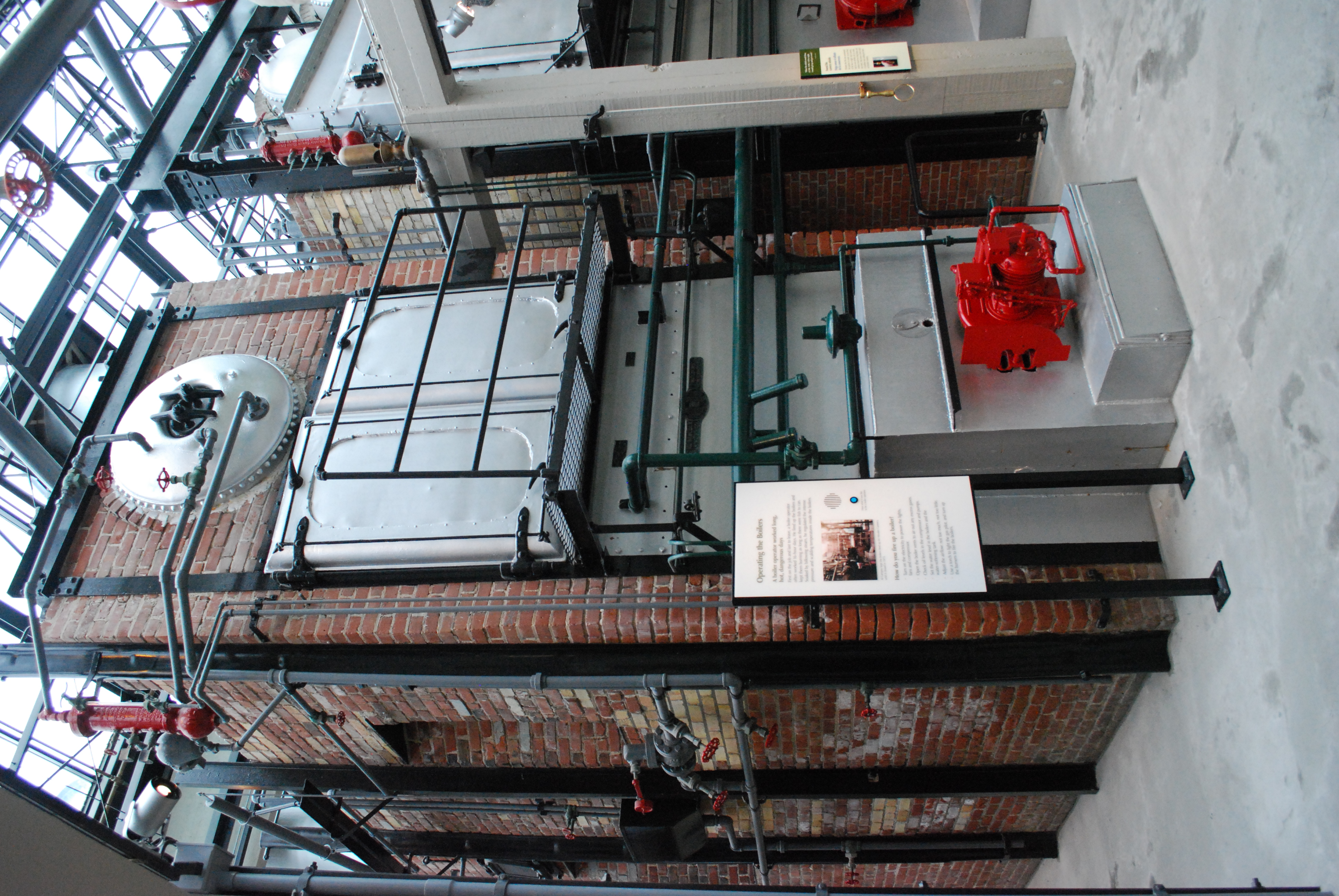
Dampfkessel zur Zubereitung von Fischkonserven, Museumsobjekt

1895 errichtete Frank E. Booth an der Cannery Row die erste Fabrik, die Fischkonserven herstellte. Während der folgenden Jahre wurde die Konservierungstechnologie ständig verbessert. Die Zahl der Fabriken nahm auch laufend zu, insbesondere während des Ersten Weltkriegs. Die Zahl der produzierten Dosen stieg zwischen 1915 und 1918 von 75.000 auf 1.400.000 pro Jahr. Auch nach dem Krieg blieb die Produktion hoch, denn die Fischgerichte waren beliebt. Die Weltwirtschaftskrise brachte zwar einen vorübergehenden Einbruch, mit dem Zweiten Weltkrieg wurden die Konserven jedoch wieder zu einem zentralen Nachschubprodukt.
Die Arbeitsbedingungen in den Fabriken waren schlecht. Die Arbeit begann früh morgens mit dem Eintreffen der ersten Fischerboote und dauerte, bis die Verarbeitung des Fangs abgeschlossen war. Arbeitszeit- oder Schichtregulierungen gab es keine, dazu kam der erhebliche Gestank in den Fabriken und die teilweise gefährliche Arbeit mit Messern und an den Fließbändern.
Nach dem Zweiten Weltkrieg brachte der Zusammenbruch der Sardinenfischerei infolge der Überfischung eine schwere wirtschaftliche Krise für die Cannery Row und ihre Arbeiter. Vor dem Zusammenbruch war die Fischereiindustrie hier eine der produktivsten der Welt, denn an der Pazifikküste steigt viel kaltes aber nährstoffreiches Wasser an die Oberfläche.

### Nachwirkung

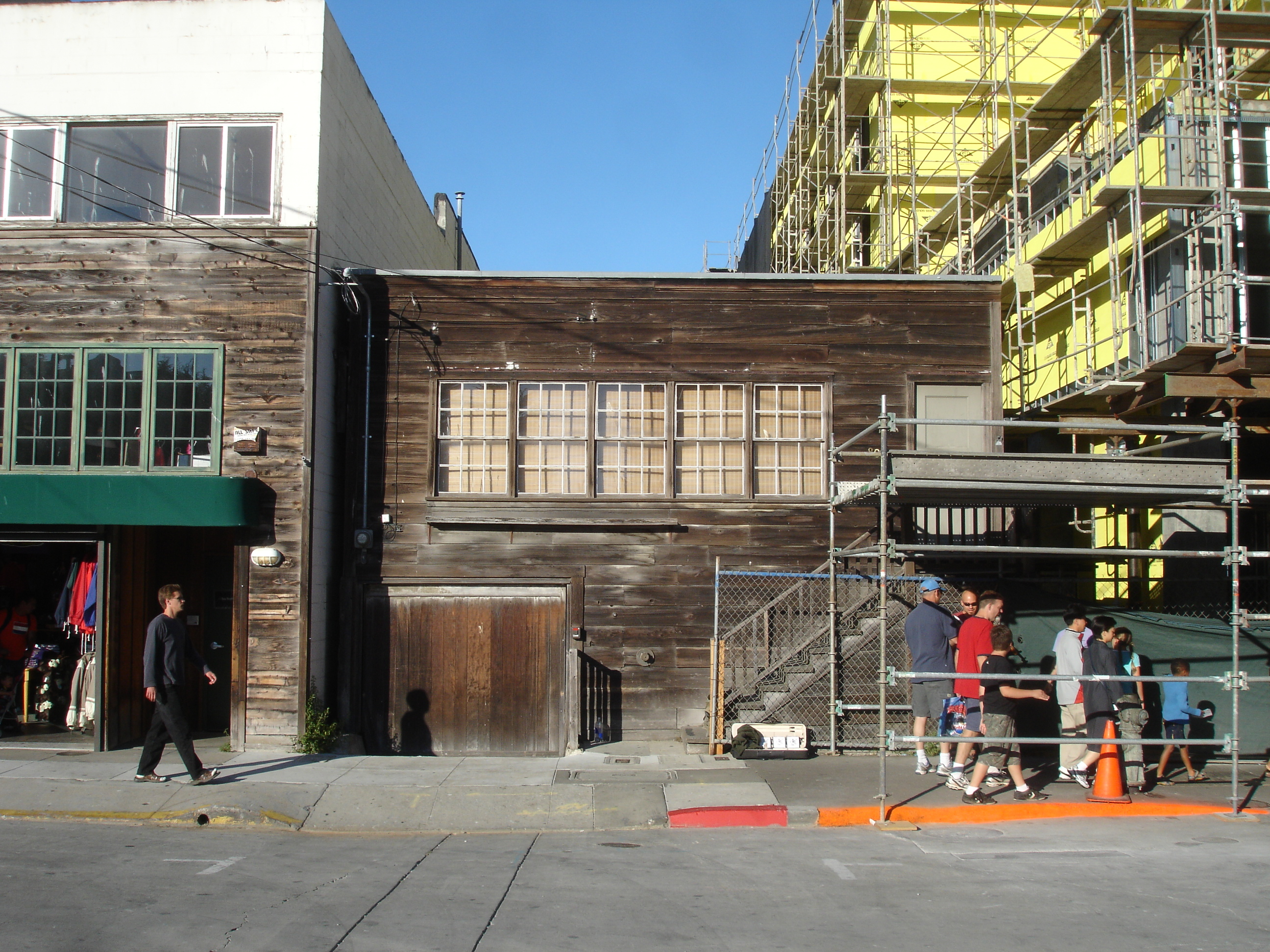
„Docs“ Unterkunft

Die Wende brachten John Steinbecks Romane Die Straße der Ölsardinen (englischer Originaltitel: Cannery Row) von 1945 und Wonniger Donnerstag (engl.: Sweet Thursday) von 1954. Die Bücher handeln in der Cannery Row und zeigen episodenhaft die dortigen Lebensbedingungen auf. Sie führten dazu, dass passionierte Leser die Straße mit eigenen Augen sehen wollten, um den Charakter des Handlungsortes in sich aufnehmen zu können. In der Folge entwickelte sich die Straße zum Tourismusmagneten von Monterey mit unzähligen Restaurants, Souveniershops und anderen touristischen Einrichtungen.
1984 entstand am Nordende das berühmte Monterey Bay Aquarium, eines der größten Schauaquarien der Welt. Bedeutende Wissenschaftler setzen sich hier für den Erhalt und die Renaturierung des Meeres vor der Küste Montereys ein. Das Meeresschutzgebiet vor Monterey reicht von Point Reyes Station bis Cambria und umfasst 5322 Quadratmeilen (über 13.700 km²).
Heute gibt es nur noch einige wenige private Fischereiunternehmungen an der Cannery Row.

## Kulturelle Bedeutung
Steinbecks Romane wurden im Jahr 1982 verfilmt.
Die Pacific Biological Laboratories befanden sich von 1928 bis 1948 in der Cannery Row. Ed Ricketts, ihr Leiter, war das Vorbild für eine zentrale Person in den Romanen von Steinbeck.

“Cannery Row in Monterey in California is a poem, a stink, a grating noise, a quality of light, a tone, a habit, a nostalgia, a dream.”

„Cannery Row in Monterey in Kalifornien ist ein Gedicht, ein Gestank, ein kratzendes Geräusch, eine Lichtqualität, ein Ton, eine Gewohnheit, eine Nostalgie, ein Traum.“